# Москино, Франко
Фра́нко Моски́но (итал. Franco Moschino; 27 февраля 1950 — 18 сентября 1994) — итальянский модельер
, прославившийся своим красочным, живым, вызывающим и в некотором роде клоунским стилем, основатель модного дома «Moschino».

## Ранние годы
Франко родился в маленьком итальянском городке Аббиатеграссо, Ломбардия, находившемся в 22-х километрах от Милана. Прежде чем стать модельером, он посещал академию искусств в Милане, надеясь стать живописцем. Чтобы оплачивать уроки в академии, Франко работал внештатным иллюстратором моды. В итоге его интерес перешел от холста и красок к ткани и покрою. Его карьера в мире моды началась в 1971 году, когда он стал иллюстратором у Джанни Версаче и продолжил работать в его доме моды следующие 6 лет. С 1977 по 1982 Москино создавал одежду для итальянского лейбла «Cadette». Отец Франко скончался, когда ему было всего 4 года.

## Карьера

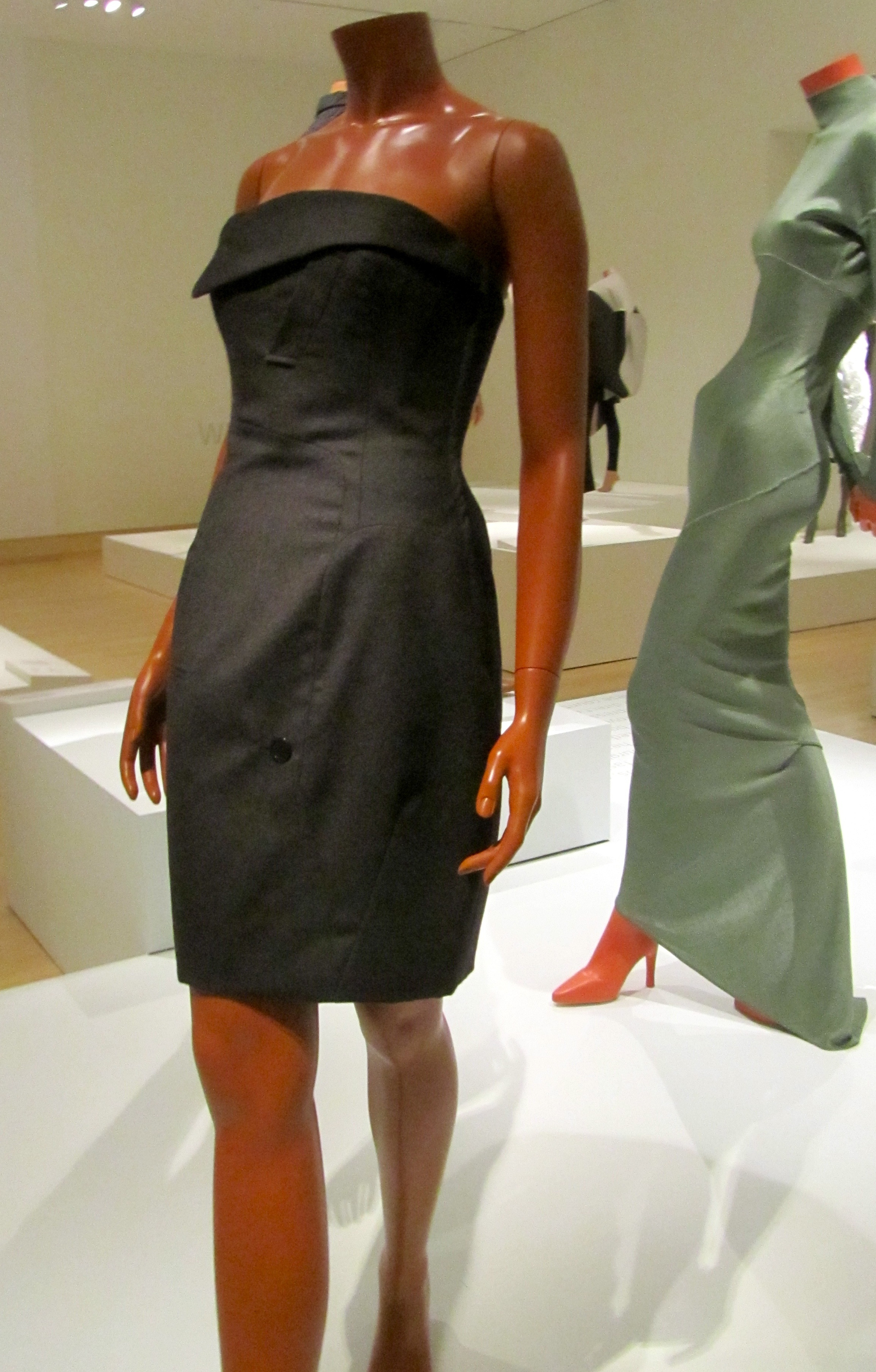
Платье от Москино, 1990 год.

В 1983 году Франко Москино основал свою собственную компанию «Moonshadow» и в том же году запустил линию  Moschino Couture!. Сначала он шил повседневную одежду и джинсы, однако в конечном счёте его линия расширилась до женского нижнего белья, вечерних нарядов, обуви, мужской одежды и духов. В 1988 году Москино начал выпускать менее дорогую линию «Cheap and Chic». Его одежда была необычной и инновационной, одним из таких примеров была стёганая чёрная мини-юбка из денима с пластмассовой яичницей-глазуньей, которая украшала кромку юбки, также стёганый жакет, украшенный крышками и бюстгалтерами из булавок. Позднее его идею использовал другой не менее известный французский модельер Жан-Поль Готье, но их стили значительно отличаются. В то время как Готье экспериментировал с различными тканями и формами, Москино использовал канонические формы и традиционные методы. Он также высмеивал высокую моду через свою одежду. На его одежде присутствовали смешные фразы, например на поясе было написано «Талия, стоящая денег», а на пиджаке «Дорогой жакет». Он также дразнил классическую моду, например жакет Шанель с резкой отделкой и деталями. Успех Москино принесли модели с надписями и аксессуары с золотыми объемными буквами «MOSCHINO» — сумки и пояса. Как ни странно, многие помчались покупать его одежду, таким образом Москино стал успешным и знаменитым в мире моды, который он высмеивал.
За год до своей смерти Москино занимался сбором денег на хосписы для детей, больных СПИДом.

## Смерть
В 1992 году Москино перенес операцию по удалению опухоли брюшной полости. 18 сентября 1994 года он умер на своей вилле на берегу озера в Брианце, Италия от остановки сердца, вызванной осложнениями, после удаления опухоли брюшной полости. Только после его смерти вышло публичное заявление о том, что смерть Москино была связана со СПИДом.
Москино похоронен на семейном участке в Милане, в здании Cimitero Monumentale di Milano.

## Наследство
В 1994 году Франко Москино скончался от СПИДа. С того момента креативным директором его бренда стала Росселла Джардини, в прошлом ассистентка Москино. В настоящее время бренд Москино остаётся коммерчески успешным. Владельцы фирмы приглашают молодых дизайнеров, которые изготавливают одежду анонимно в том же стиле, что и Франко. Одежду Москино носили такие знаменитости, как Алисия Сильверстоун, Гвинет Пэлтроу, Анна Фрил, Джоан Коллинз, принцесса Диана Уэльская и др.
В 2013 году Росселла Джардини передала дела Moschino Джереми Скотту.